# Саммит в Стамбуле (1999)
Стамбульский саммит 1999 года — шестой саммит Организации по безопасности и сотрудничеству в Европе (ОБСЕ), состоялся в Стамбуле, Турция 18-19 ноября. Результатом стало принятие Декларации по итогам саммита и подписание Хартии европейской безопасности.
Также в Стамбуле 30 государств-членов ОБСЕ подписали Адаптированное соглашение об обычных вооружённых силах в Европе, которое внесло поправки в Договор об обычных вооружённых силах в Европе (с 1990 года), чтобы побороть изменения после окончания Холодной войны и распада Советского Союза. Также не было официальных договорённостей между Россией и Западом из-за вмешательства НАТО в Косовский конфликт и начала Второй чеченской войны.

## Решение по Республике Молдова
Что касается Республики Молдова, то в Декларации по итогам саммита говорится, что государства-члены ДОВСЕ «приветствуют обязательство Российской Федерации завершить вывод российских войск из территории Республики Молдова к концу 2002 года» (т.е. до 1 января 2003 года). Выполняя другие обязательства, Россия с 2002 года последовательно отрицает, что она когда-либо давала чёткие обязательства по выводу своих войск, однако Россия вывела 58 поездов с боеприпасами и боеприпасами[уточнить] из Приднестровья. Никаких дальнейших действий не было с 2004 года.
Россия утверждает, что выполнила все обязательства, подписав с Грузией соглашения о закрытии баз в Батуми и Ахалкалаки и выводе войск, дислоцированных там, к концу 2008 года. Пока не все российские войска выведены из Грузии и Республики Молдова, члены НАТО отказываются ратифицировать договор. Это обязательство включает в себя упразднение оставшейся базы (после 2008 года) в Грузии: базы Гудаута в Абхазии. Это было расценено как попытка отложить ратификацию.